# Costa del Rei Frederic VI
La Costa del Rei Frederic VI (en danès: Kong Frederik VI Kyst) és una divisió geogràfica de Groenlàndia. Comprèn la zona costanera del sud-est de Groenlàndia, als municipis de Sermersooq i Kujalleq, davant del mar d'Irminger de l'oceà Atlàntic Nord. Limita amb la Terra del Rei Cristià IX al nord i la capa de gel de Groenlàndia a l'oest.
Anomenada en honor al rei Frederic VI de Dinamarca-Noruega, la costa s'estén per uns 590 km al sud del cercle polar àrtic. Es caracteritza per una successió de petits fiords, muntanyes escarpades i petites illes costaneres. Hi ha un estret cinturó de terra lliure de gel entre la costa i la capa de gel de l'interior, interromput per glaceres actives que arriben a la costa amb el límit de gel variant estacionalment d'un any a l'altre. A causa del moviment de la banquisa transportada pel corrent de Groenlàndia oriental i dels freqüents vents que escombren la zona des de la capa glacial de Groenlàndia és molt difícil apropar-se o navegar per la costa amb vaixell.

## Història
La zona va ser habitada pels inuit en el passat, però en l'actualitat està deshabitada. Nombroses illes costaneres, com Qulleq, Timmiarmiit, Griffenfeld i Skjoldungen, tenen restes inuit recents, així com jaciments paleoesquimals o antics de la cultura de Thule.
L'islandès Gunnbjørn Ulf-Krakason va albirar la costa oriental de Groenlàndia al segle X.  Els habitants de l'Assentament Occidental es referien a la inhòspita costa del sud-est de Groenlàndia com "Ubygder", el lloc no construït. L'any 1001 Torgils Orrabeinfostre, un llegendari nòrdic que va naufragar en aquestes costes, va passar quatre anys intentant arribar a l'assentament occidental.
Més tard, al segle XVIII, Peder Olsen Walløe va ser el primer europeu conegut amb certesa que va desembarcar a la part sud encara inexplorada de la costa amb vaixells umiak locals. Wilhelm August Graah (1793-1863), un oficial naval danès, va ser enviat pel rei de Dinamarca en una expedició a la poc coneguda costa oriental amb el propòsit de buscar l'Assentament Oriental perdut. Igual que Walløe, Graah també va utilitzar umiaks locals i va cartografiar parts de la zona per primera vegada, anomenant la zona "Costa del rei Frederic VI". Va fer nombrosos contactes amb els ara extints inuit del sud-est de Groenlàndia durant la seva expedició de 1828 a 1830, descrivint alguns dels seus costums i forma de vida en les dures condicions de vida de la costa.
Entre 1883 i 1885 Gustav Holm i Vilhelm Garde van explorar més exhaustivament la zona, completant la cartografia de la regió iniciat per Graah.
El 1931 Gino Watkins, líder de la British Arctic Air Route Expedition de 1930-1931, juntament amb Percy Lemon i Augustine Courtauld van viatjar cap al sud seguint la poc explorada costa del rei Frederic VI cap al sud, en un horrible viatge en vaixell de 600 milles nàutiques amb dos baleners petits i un caiac. Afrontant les dures condicions meteorològiques, els tres vaixells van aconseguir superar el cap Farewell i arribar finalment a Nanortalik.
El 1931 Noruega va reclamar la sobirania sobre una secció de la costa entre els 60°30'N —al nord de Nanuuseq i els 63°40' N— al sud d'Odinland. El 12 de juliol de 1932 el govern noruec va exigir al líder en funcions Finn Devold que hissés formalment la bandera noruega a Finnsbu, la principal estació noruega de la zona. Després de la resolució de 1933 de la Cort Permanent de Justícia Internacional que rebutjava les reclamacions de Noruega a Groenlàndia, Finnsbu va ser abandonat, però l' estació de Torgilsbu va continuar operant fins al 1940. Un nom suggerit per al territori noruec era Terra de Fridtjof Nansen, però no arribà a ser oficialment adoptat.
Knud Rasmussen va visitar la zona el 1931 en el curs de la seva sisena expedició a Thule i de nou el 1932 i 1933 en la setena expedició a Thule, contribuint enormement a la cartografia dels fiords i les serralades. També va explorar la possibilitat d'establir-hi un nou assentament, ja que aleshores estava despoblada.
El 1938 cent cinquanta inuit d'Ammassalik van ser convençuts per les autoritats daneses d'establir-se a la costa occidental de Skjoldungen, però el 1965 la localitat va ser abandonada i els seus habitants traslladats a d'altres localitats.